# Júnior Carioca
José Antônio Miranda da Silva Júnior, também conhecido como Júnior ou Júnior Carioca (Niterói, 27 de abril de 1985) é um ex-futebolista brasileiro que atuava como volante. 

## Carreira
Júnior começou a jogar futebol no Flamengo aos treze anos de idade. Depois de alguns anos nas categoria de base do clube, começou a ser aproveitado no time principal, a partir de meados de 2003.[carece de fontes?].
Em 2006, fez parte do time rubro, que foi campeão da Copa do Brasil. Alguns meses depois, porém, desentendeu-se com o técnico Ney Franco e acabou sendo dispensado do clube.
Longe dos gramados, durante todo o ano de 2007, foi anunciado como reforço do Grêmio, no final desse ano, sendo a primeira contratação do Tricolor para a temporada de 2008.
Após três meses de um intenso trabalho, para melhorar forma física e se recuperar de uma lesão por estresse no pé direito, Júnior pôde fazer sua estréia, contra o Caxias, em partida válida pelo Campeonato Gaúcho. 
Em abril de 2008, Júnior foi dispensado do Grêmio. Mesmo não tendo jogado muitas partidas (só atuou uma partida por completo), a decisão da direção gremista em conjunto com o treinador Celso Roth foi irrevogável. A notícia gerou certa surpresa, já que o jogador era cotado para ser o titular do time no restante do ano.
Ficou parado por praticamente todo o ano de 2008. Foi contratado pelo Atlético Mineiro para jogar a temporada de 2009.
Com a chegada do mesmo treinador no Atlético, Celso Roth, Júnior teve seu contrato rescindido novamente. O volante foi, então, contratado pelo Náutico.
Em 2010 acertou com o Duque de Caxias onde não jogou muitas partidas, acabou sendo dispensado. Com contrato vigente com o Tombense retornou ao Clube, tendo se aposentado precocemente aos 25 anos.

## Títulos
Flamengo
- Copa do Brasil: 2006
- Campeonato Carioca: 2004, 2007
- Taça Guanabara: 2004, 2007
- Taça Desafio 50 Anos da Petrobrás: 2003
- Taça da Paz: 2005
- Copa Record: 2005
- Troféu CBF: 2007
- Troféu Camisa 12: 2007